# Jordan (namn)
Jordan har använts både som förnamn och efternamn.

## Personer med Jordan som artistnamn eller förnamn
- Jordan (fotomodell) (född 1978), brittisk fotomodell, artistnamn för Katie Price
- Jordan Målare (1400-talet), svensk bildsnidare och målare

- Jordan Larsson (född 1997), svensk fotbollsspelare
- Jordan Peele (född 1979), amerikansk filmskapare och komiker
- Jordan Peterson (född 1962), kanadensisk psykolog
- Jordan Rudess (född 1956), amerikansk musiker
- Jordan Spieth (född 1993), amerikansk golfspelare

## Personer med efternamnet Jordan

### A
- Alex Jordan (1963–1995), amerikansk porrskådespelerska
- Alexis Jordan, flera personer
  - Alexis Jordan (botaniker) (1814–1897), fransk botanist
  - Alexis Jordan (sångerska) (född 1992), amerikansk sångerska
- Andrew Jordan (född 1989), brittisk racerförare
- Angelina Jordan (född 2006), norsk sångerska

### B
- B. Everett Jordan (1896–1974), amerikansk politiker, demokrat, senator för North Carolina
- Barbara Jordan, flera personer
  - Barbara Jordan (politiker) (1936–1996), amerikansk politiker, demokrat, kongressrepresentant för Texas
  - Barbara Jordan (tennisspelare) (född 1957), amerikansk tennisspelare

### C
- Camille Jordan, flera personer
  - Camille Jordan (matematiker) (1838–1922), fransk matematiker
  - Camille Jordan (politiker) (1771–1821), fransk politiker
- Claudia Jordan (född 1973), amerikansk radio- och TV-personlighet
- Colin Jordan (1923–2009), brittisk nynazist

### D
- David Starr Jordan(1851–1931), amerikansk zoolog
- DeAndre Jordan (född 1988), amerikansk basketspelare
- Dorothea Jordan (1761–1816), irländsk skådespelare och kunglig älskarinna

### E
- Eddie Jordan (1948–2025), irländsk innehavare av forel 1-stall

### H
- Hamilton Jordan (1944–2008), amerikansk politiker, demokrat, Jimmy Carters stabschef iVita huset
- Helfrid Jordan (1902–1985), svensk författare
- Herb Jordan (1884–1973), kanadensisk ishockeyspelare

### J
- Jim Jordan, flera personer
  - Jim Jordan (politiker) (född 1964), amerikansk politiker, republikan, kongressrepresentant för Ohio
  - Jim Jordan (politisk strateg) (född 1961), amerikansk kampanjchef och politisk rådggivare, demokrat
- Joe Jordan (född 1951), skotsk fotbollsspelare
- June Jordan (1936–2002), amerikansk politisk aktivist och författare

### K
- Karl Jordan, flera personer
  - Karl Jordan (zoolog) (1861–1959), tysk entomolog
- Kathy Jordan (född 1959), amerikansk tennisspelare

### L
- Leonard B. Jordan(1899–1983), amerikansk politiker, republikan, guvernör och senator för Idaho
- Leslie Jordan (1955–2022), amerikansk skådespelare och komiker
- Louis Jordan (1908–1975), amerikansk musiker

### M
- Max Jordan (konsthistoriker) (1837–1908), tysk konsthistoriker
- Michael Jordan (född 1963), amerikansk basketspelare
- Michael B. Jordan (född 1987), amerikansk skådespelare
- Michal Jordán (född 1990), amerikansk ishockeyspelare

### N
- Neil Jordan (född 1950), amerikansk filmmakare och författare

### O
- Ola Jordán (född 1960), svensk journalist och författare
- Olaf Jordan (1902–1968), svensk målare och tecknare

### P
- Pascual Jordan (1902–1980), tysk teoretisk fysiker

### R
- Rick J. Jordan (född 1968), tysk musiker
- Robert Jordan (1948–2007), amerikansk fantasyförfattare
- Rudolf Jordan, flera personer
  - Rudolf Jordan (konstnär) (1810–1887), tysk målare
  - Rudolf Jordan (politiker) (1902–1988), tysk nazistisk politiker och SA-man

### S
- Sverre Jordan (1889–1972), norsk tonsättare och pianist
- Sylvester Jordan (1792–1861), tysk jurist och politiker

### T
- Thore Jordan (1930–1997), svensk målare

### V
- Valdemar Jordan  (1925–2004), svensk målare och grafiker

### W
- William Jordan, flera personer
  - Wilhelm Jordan (författare) (1819–1904), tysk författare
  - Wilhelm Jordan (geodet) (1842–1899), tysk geodet och matematiker
- William Jordan (roddare) (1898–1968), amerikansk roddare